# グルテニン
グルテニン（英: glutenin, glutenine）はコムギに由来するグルテリンの一種。グルテニンは、グリアジンと共に、分子間あるいは分子内ジスルフィド結合によってグルテンを形成する役割で最もよく知られているタンパク質である。グルテニンは、相対的に硫黄の含有量が低い20%のHMW（High-Molecular-Weight、高分子量）サブユニットからなる。残りの80%は、硫黄の含有量が高いLMW（Low-Molecular-Weight、低分子量）サブユニットである。グルテニンは希酸および塩基に可溶である。
グルテニンは、パン焼きにおいてパン生地の硬さに必要である。これは、パン生地のこね上げする間に、タンパク質分子間でジスルフィド結合が形成され作られる3次元ネットワークによって、安定性が増強されるためである。